# Mycielin
Mycielin è un comune rurale polacco del distretto di Kalisz, nel voivodato della Grande Polonia.
Ricopre una superficie di 110,81 km² e nel 2004 contava 4 974 abitanti.